# Kommandospråk

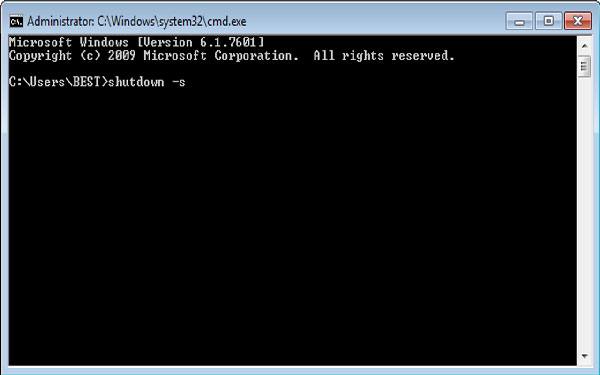
Kommandotolk i windows.

Kommandospråk är domänspecifika språk som ofta har en enkel konsekvent syntax för att underlätta inlärning. Inom människa–datorinteraktion är de ett sätt att interagera med en dator genom kommandon som skrivs in i till exempel en kommandotolk.

## I interaktion med datorer
Kommandospråk som interaktionsstil passar för vana användare som kan arbeta effektivare då de kan uttrycka olika möjligheter utan att till exempel leta i menyer. Avancerade användare får ofta en stor subjektiv tillfredsställelse när de väl lärt sig många kommandon behärskar syntaxen. Andra fördelar är att man lätt kan spara en historik över de kommandon man använt och enkelt skapa olika makron. När kommandospråk används uppstår lättare fel, användarna behöver mer träning och det är relativt svårt för en användare att komma tillbaka efter ett uppehåll. Det är svårt att ge support åt användare som använder kommandospråk då det oftast finns fler valmöjligheter och felkällor.

### Fotnoter
1. ↑  Shneiderman & Plaisant (2010), s. 84-87